# 山鹿
山鹿（Navahoceros fricki）是已滅絕的鹿，在更新世北美洲洛磯山脈最為普遍。牠們生存於11500年前，其遺骸在新墨西哥州南部瓜達洛普山的山洞中發現。